# XXII secolo a.C.
Il XXII secolo a.C. (ventiduesimo secolo avanti Cristo) è il secolo che inizia nell'anno 2200 a.C. e termina nell'anno 2101 a.C. incluso.

## Avvenimenti
- c. 2192 a.C.- Termina il periodo dell'Antico Regno in Egitto che va dalla III alla VII dinastia (secondo la divisione del Canone Reale) e che, indicativamente è compreso tra il 2700 a.C. ed il 2192 a.C. Inizia il Primo periodo intermedio.
- c. 2150 a.C. - Fine dell'era del toro
- 2112 a.C. (secondo la cronologia media) - Inizio della terza dinastia di Ur (Ur III), in Mesopotamia.